# Équipe du Togo féminine de handball
Dernière mise à jour : 13 mars 2021.
L'équipe du Togo féminine de handball est la sélection nationale représentant le Togo dans les compétitions internationales de handball féminin.

## Parcours
Championnats d'Afrique des nations
- 1979 – 7e
- 1996 – 7e